# Outcast (Kreator)
Outcast è l'ottavo album in studio del gruppo musicale thrash metal tedesco Kreator, pubblicato nel 1997 dalla GUN Records.

## Il disco
I Kreator continuano il loro corso di sperimentazione musicale iniziato già da qualche anno, pur mantenendo in alcuni casi un certo livello di aggressività. Un esempio lo si può trovare nella canzone Black Sunrise, che parte con ritmi molto rallentati, per esplodere solo nel ritornello. Non mancano episodi intrisi della tipica violenza sonora del gruppo, come ad esempio la canzone d'apertura Leave this World Behind e la seguente Phobia.
Rispetto ai loro album precedenti, i temi trattati sono improntati ad una forte volontà di reagire nei confronti delle avversità della vita.

## Tracce
1. Leave This World Behind – 3:29
2. Phobia – 3:22
3. Forever – 2:52
4. Black Sunrise – 4:33
5. Nonconformist – 3:15
6. Enemy Unseen – 3:21
7. Outcast – 4:54
8. Stronger than Before – 3:17
9. Ruin of Life – 3:53
10. Whatever It May Take – 3:47
11. Alive Again – 3:47
12. Against the Rest – 2:39
13. A Better Tomorrow – 4:13

## Formazione
- Mille Petrozza - chitarra, voce
- Tommy Vetterli - chitarra
- Christian "Speesy" Giesler - basso
- Jürgen "Ventor" Reil - batteria